# Division IIB du Championnat du monde moins de 18 ans de hockey sur glace 2016
Navigation
Division IIB en 2015 Division IIB en 2017
Le tournoi de la Division II B du Championnat du monde moins de 18 ans de hockey sur glace 2016 se déroule du 26 mars au 1er avril 2016 à Valdemoro en Espagne. 
| \| Localisation de Valdemoro dans le centre de l'Espagne. \| Localisation de Valdemoro dans le centre de l'Espagne. |
| Localisation de Valdemoro dans le centre de l'Espagne.                                                              |

## Format de la compétition

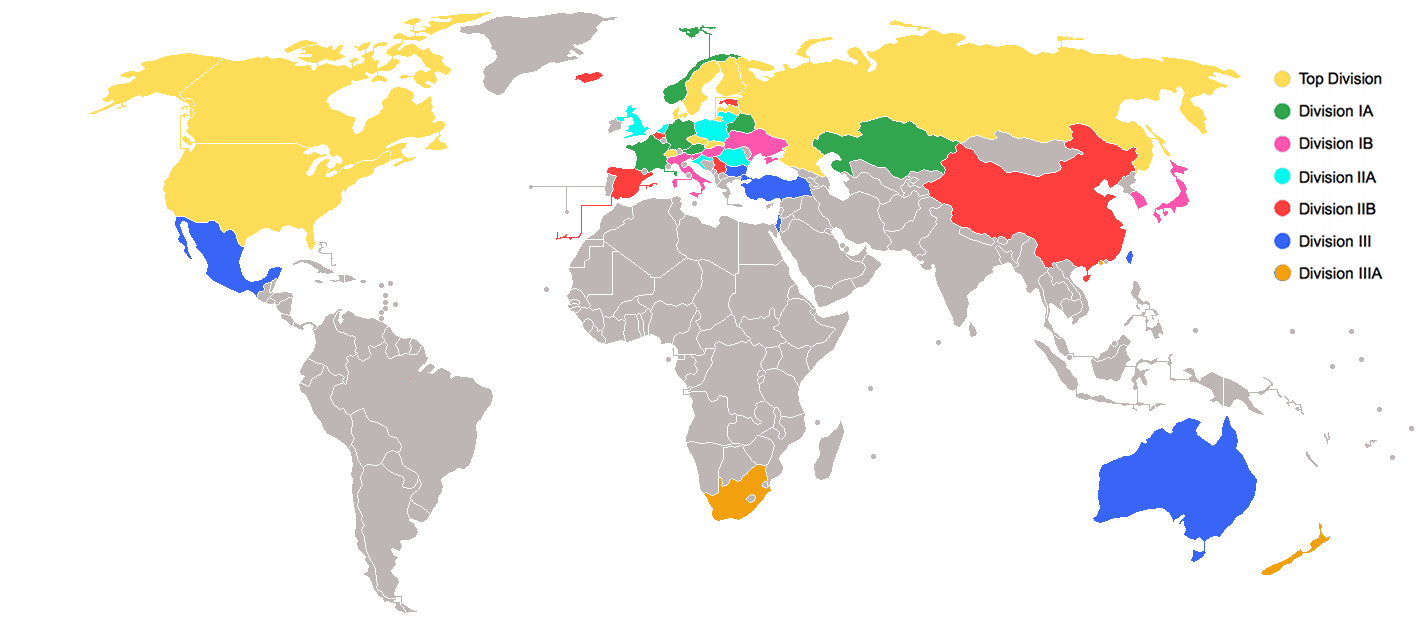
Pays participant au Championnat du monde moins de 18 ans de hockey sur glace 2016.

Le Championnat du monde moins de 18 ans de hockey sur glace 2016 se dispute en plusieurs compétitions distinctes, en fonction des Divisions.
Le groupe principal (Division Élite) regroupe 10 équipes réparties en deux poules de 5 qui disputent un tour préliminaire. Les 4 premiers de chaque poule sont qualifiés pour les quarts de finale. Les derniers de chaque poule disputent une poule de maintien jouée au meilleur des 3 matches. Le perdant est relégué en Division IA pour l'édition 2017.
Pour les autres divisions qui comptent 6 équipes (sauf la Division III B qui en compte 3), les équipes s’affrontent entre elles et, à l'issue de cette compétition, le premier est promu dans la division supérieure et le dernier est relégué dans la division inférieure.
Lors des phases de poule, les points sont attribués ainsi :
- victoire : 3 points ;
- victoire en prolongation ou aux tirs de fusillade : 2 points ;
- défaite en prolongation ou aux tirs de fusillade : 1 point ;
- défaite : 0 point.

## Nations participantes
- Belgique
- Chine
- Espagne, pays hôte
- Estonie, relégué de la Division II A en 2015
- Islande, promu de la Division III A en 2015
- Serbie

## Résultats
| 26 mars 2016 | Islande | 4-5 (2-1, 1-1, 1-3) | Belgique | Patinoire Francisco Fernández Ochoa 100 spectateurs |

| Feuille de match | Feuille de match | Feuille de match                    | Feuille de match | Feuille de match                                                                     |
| ---------------- | --- | ----------------------------------- | --- | ------------------------------------------------------------------------------------ |
|                  | Kristinsson (Maack, Sverrisson) — 12 min 46 s (SN) - Stefansson (Sverrisson, Induss) — 16 min 54 s (2 SN) Kristinsson — 39 min 23 s - Thorsteinsson (Maack) — 47 min 44 s - | 1-0 1-1 2-1 3-1 3-2 4-2 4-3 4-4 4-5 | - B. Klijsen — 15 min 35 s - Steyaert — 39 min 57 s - van Mele (B. Klijsen) — 48 min 30 s de Schepper (B. Klijsen) — 49 min 38 s (SN) Tambeur (Swennen, Steyaert) — 59 min 33 s | Arbitrage : Andrej Simankov Juges de lignes : Alejandro Garcia Banos Gil Haim Tichon |
| Arnar Hjaltested | Gardiens | Thomas Vanspringel                  | | Arbitrage : Andrej Simankov Juges de lignes : Alejandro Garcia Banos Gil Haim Tichon |
| 16 min           | Pénalités | 16 min                              | | Arbitrage : Andrej Simankov Juges de lignes : Alejandro Garcia Banos Gil Haim Tichon |
| 31               | Tirs | 42                                  | | Arbitrage : Andrej Simankov Juges de lignes : Alejandro Garcia Banos Gil Haim Tichon |

| 26 mars 2016 | Serbie | 3-5 (0-1, 3-2, 0-2) | Estonie | Patinoire Francisco Fernández Ochoa 94 spectateurs |

| Feuille de match | Feuille de match | Feuille de match                | Feuille de match | Feuille de match                                                        |
| ---------------- | --- | ------------------------------- | --- | ----------------------------------------------------------------------- |
|                  | - Vukičević — 21 min 13 s (IN) - Vukičević (Djumić) — 24 min 15 s (IN) - Djumić (Vukičević, Marković) — 31 min 36 s - | 0-1 1-1 1-2 2-2 2-3 3-3 3-4 3-5 | Minin (Simson) — 10 min 31 s - Kozorev (Nestertsuk) — 23 min 15 s - Simonov (Barantsukov) — 29 min 52 s - Nestertsuk (Kozorev) — 43 min 2 s Minin (Simson, Volkov) — 44 min 59 s | Arbitrage : Tom Darnell Juges de lignes : Vladimir Sulov Carlos Trobajo |
| Jug Mitić        | Gardiens | Daniel Erport                   | | Arbitrage : Tom Darnell Juges de lignes : Vladimir Sulov Carlos Trobajo |
| 32 min           | Pénalités | 26 min                          | | Arbitrage : Tom Darnell Juges de lignes : Vladimir Sulov Carlos Trobajo |
| 16               | Tirs | 49                              | | Arbitrage : Tom Darnell Juges de lignes : Vladimir Sulov Carlos Trobajo |

| 26 mars 2016 | Espagne | 7-2 (2-1, 2-1, 3-0) | Chine | Patinoire Francisco Fernández Ochoa 200 spectateurs |

| Feuille de match | Feuille de match | Feuille de match                    | Feuille de match                                            | Feuille de match                                                                   |
| ---------------- | --- | ----------------------------------- | ----------------------------------------------------------- | ---------------------------------------------------------------------------------- |
|                  | Rubio (Arraras) — 6 min 40 s - Mendizabal (Baldris, Garcia) — 19 min 25 s (2 SN) Martin (O'Hare) — 21 min 51 s - Burgos (Mendizabal) — 38 min 15 s (SN) O'Hare (Martin, Muratet) — 43 min 9 s Arraras (Baldris, Gimenez) — 48 min 35 s (SN) Muratet (O'Hare) — 58 min 49 s | 1-0 1-1 2-1 3-1 3-2 4-2 5-2 6-2 7-2 | - Hou — 7 min 32 s - Hou (Huang, Zhao) — 31 min 49 s (SN) - | Arbitrage : Thomas Andersen Juges de lignes : Vytautas Lukosevicius Daniel Persson |
| Lucas Serna      | Gardiens | Ren Mingwei                         |                                                             | Arbitrage : Thomas Andersen Juges de lignes : Vytautas Lukosevicius Daniel Persson |
| 35 min           | Pénalités | 22 min                              |                                                             | Arbitrage : Thomas Andersen Juges de lignes : Vytautas Lukosevicius Daniel Persson |
| 62               | Tirs | 17                                  |                                                             | Arbitrage : Thomas Andersen Juges de lignes : Vytautas Lukosevicius Daniel Persson |

| 27 mars 2016 | Estonie | 10-0 (2-0, 7-0, 1-0) | Belgique | Patinoire Francisco Fernández Ochoa 74 spectateurs |

| Feuille de match | Feuille de match | Feuille de match                         | Feuille de match | Feuille de match                                                            |
| ---------------- | --- | ---------------------------------------- | ---------------- | --------------------------------------------------------------------------- |
|                  | Simson (Laosma) — 10 min 38 s Nestertsuk (Simonov, Kozorev) — 18 min 53 s Nestertsuk (Novikov, Simonov) — 20 min 45 s Kuznetsov (Minin, Kiik) — 22 min 17 s Ermel (Novikov, Erport) — 24 min Jürgens — 26 min 34 s (IN) Jürgens (Kiik) — 32 min 8 s (IN) Nestertsuk (Simonov) — 38 min 18 s (SN) Kozorev (Simonov) — 39 min 5 s (SN) Minin — 45 min 14 s (IN) | 1-0 2-0 3-0 4-0 5-0 6-0 7-0 8-0 9-0 10-0 | -                | Arbitrage : Gergely Kincses Juges de lignes : Park Jae-hyung Carlos Trobajo |
| Daniel Erport    | Gardiens | Arne Waumans                             |                  | Arbitrage : Gergely Kincses Juges de lignes : Park Jae-hyung Carlos Trobajo |
| 12 min           | Pénalités | 28 min                                   |                  | Arbitrage : Gergely Kincses Juges de lignes : Park Jae-hyung Carlos Trobajo |
| 39               | Tirs | 15                                       |                  | Arbitrage : Gergely Kincses Juges de lignes : Park Jae-hyung Carlos Trobajo |

| 27 mars 2016 | Chine | 3-5 (1-2, 1-0, 1-3) | Islande | Patinoire Francisco Fernández Ochoa 80 spectateurs |

| Feuille de match | Feuille de match                                                                    | Feuille de match                | Feuille de match | Feuille de match                                                                    |
| ---------------- | ----------------------------------------------------------------------------------- | ------------------------------- | --- | ----------------------------------------------------------------------------------- |
|                  | - Ying (Yan) — 11 min 1 s (SN) Huang — 26 min 12 s - Guo (Hou) — 54 min 40 s (SN) - | 0-1 0-2 1-2 2-2 2-3 3-3 3-4 3-5 | Maack (Kristveigarson) — 6 min 49 s Stefansson (Orongan) — 9 min 48 s - Atlason (Kristveigarson) — 47 min 12 s - Kristveigarson — 59 min 29 s Atlason (Induss) — 59 min 54 s | Arbitrage : Thomas Andersen Juges de lignes : Alejandro Garcia Banos Daniel Persson |
| Ren Mingwei      | Gardiens                                                                            | Arnar Hjaltested                | | Arbitrage : Thomas Andersen Juges de lignes : Alejandro Garcia Banos Daniel Persson |
| 12 min           | Pénalités                                                                           | 16 min                          | | Arbitrage : Thomas Andersen Juges de lignes : Alejandro Garcia Banos Daniel Persson |
| 33               | Tirs                                                                                | 39                              | | Arbitrage : Thomas Andersen Juges de lignes : Alejandro Garcia Banos Daniel Persson |

| 27 mars 2016 | Espagne | 4-2 (2-0, 2-1, 0-1) | Serbie | Patinoire Francisco Fernández Ochoa 350 spectateurs |

| Feuille de match | Feuille de match | Feuille de match                        | Feuille de match                                                               | Feuille de match                                                          |
| ---------------- | --- | --------------------------------------- | ------------------------------------------------------------------------------ | ------------------------------------------------------------------------- |
|                  | Muratet (Mendizabal) — 13 min 3 s Sahagun (O'Hare, Garcia) — 15 min 53 s Rubio (Garcia, Royo) — 25 min 12 s (SN) Cerda (Burgos, Garcia) — 29 min 6 s (SN) - | 1-0 2-0 3-0 4-0 4-1 4-2                 | - Vukičević (Španjević) — 34 min 53 s Filipovic (Vukičević) — 42 min 33 s (IN) | Arbitrage : Tom Darnell Juges de lignes : Vladimir Suslov Gil Haim Tichon |
| Lucas Serna      | Gardiens | Jug Mitić (20 min) Bojan Vasić (40 min) |                                                                                | Arbitrage : Tom Darnell Juges de lignes : Vladimir Suslov Gil Haim Tichon |
| 8 min            | Pénalités | 18 min                                  |                                                                                | Arbitrage : Tom Darnell Juges de lignes : Vladimir Suslov Gil Haim Tichon |
| 37               | Tirs | 28                                      |                                                                                | Arbitrage : Tom Darnell Juges de lignes : Vladimir Suslov Gil Haim Tichon |

| 29 mars 2016 | Estonie | 3-2 (1-0, 1-1, 1-1) | Chine | Patinoire Francisco Fernández Ochoa 55 spectateurs |

| Feuille de match | Feuille de match                                                                                               | Feuille de match    | Feuille de match                                  | Feuille de match                                                                           |
| ---------------- | --- | ------------------- | ------------------------------------------------- | ------------------------------------------------------------------------------------------ |
|                  | Kiik (Jürgens) — 5 min 44 s - Minin — 36 min 10 s (SN) - Simonov (Nestertsuk, Slessarevski) — 59 min 40 s (SN) | 1-0 1-1 2-1 2-2 3-2 | - Huang (Guo) — 25 min 8 s - Huang — 42 min 6 s - | Arbitrage : Thomas Andersen Juges de lignes : Alejandro Garcia Banos Vytautas Lukosevicius |
| Daniel Erport    | Gardiens | Ren Mingwei         |                                                   | Arbitrage : Thomas Andersen Juges de lignes : Alejandro Garcia Banos Vytautas Lukosevicius |
| 10 min           | Pénalités | 64 min              |                                                   | Arbitrage : Thomas Andersen Juges de lignes : Alejandro Garcia Banos Vytautas Lukosevicius |
| 68               | Tirs | 13                  |                                                   | Arbitrage : Thomas Andersen Juges de lignes : Alejandro Garcia Banos Vytautas Lukosevicius |

| 29 mars 2016 | Serbie | 2-1 (1-1, 1-0, 0-0) | Belgique | Patinoire Francisco Fernández Ochoa 76 spectateurs |

| Feuille de match | Feuille de match                                                                                   | Feuille de match   | Feuille de match                  | Feuille de match                                                             |
| ---------------- | -------------------------------------------------------------------------------------------------- | ------------------ | --------------------------------- | ---------------------------------------------------------------------------- |
|                  | - Jankovic (Filipovic, Subotić) — 13 min 30 s Stojsavljevic (Španjević, Djumić) — 21 min 56 s (SN) | 0-1 1-1 2-1        | van Mele (Klijsen) — 9 min 10 s - | Arbitrage : Andrej Simankov Juges de lignes : Park Jae-hyung Gil Haim Tichon |
| Jug Mitić        | Gardiens                                                                                           | Thomas Vanspringel |                                   | Arbitrage : Andrej Simankov Juges de lignes : Park Jae-hyung Gil Haim Tichon |
| 46 min           | Pénalités                                                                                          | 14 min             |                                   | Arbitrage : Andrej Simankov Juges de lignes : Park Jae-hyung Gil Haim Tichon |
| 23               | Tirs                                                                                               | 37                 |                                   | Arbitrage : Andrej Simankov Juges de lignes : Park Jae-hyung Gil Haim Tichon |

| 29 mars 2016 | Espagne | 3-0 (1-0, 0-0, 2-0) | Islande | Patinoire Francisco Fernández Ochoa 150 spectateurs |

| Feuille de match | Feuille de match                                                                            | Feuille de match      | Feuille de match | Feuille de match                                                             |
| ---------------- | ------------------------------------------------------------------------------------------- | --------------------- | ---------------- | ---------------------------------------------------------------------------- |
|                  | Mendizabal (Cerda, Burgos) — 21 s Burgos — 40 min 29 s Arraras (Sanchez) — 59 min 53 s (SN) | 1-0 2-0 3-0           | -                | Arbitrage : Gergely Kincses Juges de lignes : Daniel Persson Vladimir Suslov |
| Lucas Serna      | Gardiens                                                                                    | Maksymilian Mojzyszek |                  | Arbitrage : Gergely Kincses Juges de lignes : Daniel Persson Vladimir Suslov |
| 4 min            | Pénalités                                                                                   | 26 min                |                  | Arbitrage : Gergely Kincses Juges de lignes : Daniel Persson Vladimir Suslov |
| 38               | Tirs                                                                                        | 14                    |                  | Arbitrage : Gergely Kincses Juges de lignes : Daniel Persson Vladimir Suslov |

| 31 mars 2016 | Chine | 0-1 (0-0, 0-1, 0-0) | Serbie | Patinoire Francisco Fernández Ochoa 48 spectateurs |

| Feuille de match | Feuille de match | Feuille de match | Feuille de match         | Feuille de match                                                        |
| ---------------- | ---------------- | ---------------- | ------------------------ | ----------------------------------------------------------------------- |
|                  | -                | 0-1              | Andjelkovic — 25 min 5 s | Arbitrage : Tom Darnell Juges de lignes : Daniel Persson Carlos Trobajo |
| Ren Mingwei      | Gardiens         | Jug Mitić        |                          | Arbitrage : Tom Darnell Juges de lignes : Daniel Persson Carlos Trobajo |
| 8 min            | Pénalités        | 12 min           |                          | Arbitrage : Tom Darnell Juges de lignes : Daniel Persson Carlos Trobajo |
| 27               | Tirs             | 25               |                          | Arbitrage : Tom Darnell Juges de lignes : Daniel Persson Carlos Trobajo |

| 31 mars 2016 | Islande | 2-15 (1-4, 1-4, 0-7) | Estonie | Patinoire Francisco Fernández Ochoa 30 spectateurs |

| Feuille de match                                                   | Feuille de match                                                                              | Feuille de match                                                          | Feuille de match | Feuille de match                                                                           |
| ------------------------------------------------------------------ | --------------------------------------------------------------------------------------------- | ------------------------------------------------------------------------- | --- | ------------------------------------------------------------------------------------------ |
|                                                                    | - Kristveigarson (Kristinsson) — 7 min 13 s - Arason (Sverrisson, Maack) — 37 min 23 s (SN) - | 0-1 0-2 1-2 1-3 1-4 1-5 1-6 1-7 2-7 2-8 2-9 2-10 2-11 2-12 2-13 2-14 2-15 | Minin (Volkov) — 1 min 14 s Simson (Minin, Volkov) — 5 min 46 s - Simson (Volkov) — 8 min 30 s Jõgi (Novikov) — 10 min 38 s Kiik (Nestertsk) — 24 min 55 s (SN) Jürgens (Kuznetsov, Kiik) — 26 min 16 s Kiik (Jürisson) — 29 min 1 s - Kozorev (Nestertsuk) — 39 min 42 s (SN) Simson (Minin, Slessarevski) — 42 min 30 s Kiik (Jürgens, Jürisson) — 43 min 15 s Kuznetsov (Kiik) — 47 min 45 s Nestertsuk (Kozoroev, Jõgi) — 50 min 17 s Simson (Minin, Volkov) — 55 min 28 s Jürgens — 56 min 6 s Nestertsuk — 58 min 41 s | Arbitrage : Gergely Kincses Juges de lignes : Alejandro Garcia Banos Vytautas Lukosevicius |
| Maksymilian Mojzyszek (14 min 32 s) Arnar Hjaltested (45 min 28 s) | Gardiens                                                                                      | Daniel Erport                                                             | | Arbitrage : Gergely Kincses Juges de lignes : Alejandro Garcia Banos Vytautas Lukosevicius |
| 10 min                                                             | Pénalités                                                                                     | 6 min                                                                     | | Arbitrage : Gergely Kincses Juges de lignes : Alejandro Garcia Banos Vytautas Lukosevicius |
| 10                                                                 | Tirs                                                                                          | 63                                                                        | | Arbitrage : Gergely Kincses Juges de lignes : Alejandro Garcia Banos Vytautas Lukosevicius |

| 31 mars 2016 | Belgique | 5-8 (1-3, 2-2, 2-3) | Espagne | Patinoire Francisco Fernández Ochoa 250 spectateurs |

| Feuille de match   | Feuille de match | Feuille de match                                    | Feuille de match | Feuille de match                                                             |
| ------------------ | --- | --------------------------------------------------- | --- | ---------------------------------------------------------------------------- |
|                    | Tambeur — 3 min 45 s - Swennen — 35 min 54 s (IN) - Klijsen (Denis, de Schepper) — 37 min 53 s (SN) - Steyaert (van Mele) — 53 min 2 s - Tambeur (Denis, de Croock) — 58 min 7 s | 1-0 1-1 1-2 1-3 1-4 2-4 2-5 3-5 3-6 4-6 4-7 4-8 5-8 | - Arraras — 7 min 12 s Cerda (Burgos) — 14 min 5 s Muratet (Martin, O'Hare) — 18 min 37 s Burgos (Barandiaran) — 28 min 30 s - Mendizabal (Cerda) — 36 min 57 s (SN) - Mendizabal (Baldris, Burgos) — 50 min 50 s (SN) - Gimenez (Cerda, Martinez) — 53 min 38 s Cerda (Mendizabal, Garcia) — 55 min 21 s (SN) - | Arbitrage : Andrej Simankov Juges de lignes : Park Jae-hyung Vladimir Suslov |
| Thomas Vanspringel | Gardiens | Lucas Serna                                         | | Arbitrage : Andrej Simankov Juges de lignes : Park Jae-hyung Vladimir Suslov |
| 14 min             | Pénalités | 14 min                                              | | Arbitrage : Andrej Simankov Juges de lignes : Park Jae-hyung Vladimir Suslov |
| 33                 | Tirs | 33                                                  | | Arbitrage : Andrej Simankov Juges de lignes : Park Jae-hyung Vladimir Suslov |

| 1er avril 2016 | Serbie | 4-0 (0-0, 2-0, 2-0) | Islande | Patinoire Francisco Fernández Ochoa 30 spectateurs |

| Feuille de match | Feuille de match | Feuille de match | Feuille de match | Feuille de match                                                                    |
| ---------------- | --- | ---------------- | ---------------- | ----------------------------------------------------------------------------------- |
|                  | Marković (Djumić) — 27 min 9 s Andjelkovic (Djumić, Filipovic) — 30 min 10 s (IN) Djumić (Filipovic) — 49 min 34 s Djumić (Vukičević, Subotić) — 56 min 3 s (IN) | 1-0 2-0 3-0 4-0  | -                | Arbitrage : Gergely Kincses Juges de lignes : Vytautas Lukosevicius Gil Haim Tichon |
| Jug Mitić        | Gardiens | Arnar Hjaltested |                  | Arbitrage : Gergely Kincses Juges de lignes : Vytautas Lukosevicius Gil Haim Tichon |
| 8 min            | Pénalités | 8 min            |                  | Arbitrage : Gergely Kincses Juges de lignes : Vytautas Lukosevicius Gil Haim Tichon |
| 28               | Tirs | 17               |                  | Arbitrage : Gergely Kincses Juges de lignes : Vytautas Lukosevicius Gil Haim Tichon |

| 1er avril 2016 | Belgique | 4-5 (2-0, 2-1, 0-4) | Chine | Patinoire Francisco Fernández Ochoa 90 spectateurs |

| Feuille de match    | Feuille de match | Feuille de match                    | Feuille de match | Feuille de match                                                             |
| ------------------- | --- | ----------------------------------- | --- | ---------------------------------------------------------------------------- |
|                     | Denis — 4 min 8 s Palmaerts (Denis) — 16 min 30 s Delmarche (Klijsen) — 24 min 18 s - Henin (Klijsen, Palmaerts) — 32 min 47 s - | 1-0 2-0 3-0 3-1 4-1 4-2 4-3 4-4 4-5 | - Hou (Guo) — 28 min 12 s (SN) - Huang — 40 min 53 s Ying — 47 min 18 s (IN) Wang J. (Nie) — 52 min 58 s Gong (Ying) — 59 min 6 s | Arbitrage : Thomas Andersen Juges de lignes : Vladimir Suslov Carlos Trobajo |
| Thomas Vanspiringel | Gardiens | Ren Mingwei                         | | Arbitrage : Thomas Andersen Juges de lignes : Vladimir Suslov Carlos Trobajo |
| 37 min              | Pénalités | 14 min                              | | Arbitrage : Thomas Andersen Juges de lignes : Vladimir Suslov Carlos Trobajo |
| 55                  | Tirs | 32                                  | | Arbitrage : Thomas Andersen Juges de lignes : Vladimir Suslov Carlos Trobajo |

| 1er avril 2016 | Estonie | 5-4 (1-2, 2-0, 2-2) | Espagne | Patinoire Francisco Fernández Ochoa 800 spectateurs |

| Feuille de match | Feuille de match | Feuille de match                    | Feuille de match | Feuille de match                                                        |
| ---------------- | --- | ----------------------------------- | --- | ----------------------------------------------------------------------- |
|                  | Nestertsuk (Simson) — 4 min 3 s - Minin (Novikov) — 35 min 14 s Kiik — 35 min 42 s - Patrusev (Kozorev, Nestertsuk) — 40 min 38 s - Kozorev (Nestertsuk) — 54 min 28 s | 1-0 1-1 1-2 2-2 3-2 3-3 4-3 4-4 5-4 | - Baldris (Cerda) — 9 min 19 s Burgos (Baldris, Garcia) — 18 min 31 s (2 SN) - Burgos — 40 min 8 s - Martinez (Martin) — 50 min 23 s - | Arbitrage : Tom Darnell Juges de lignes : Park Jae-hyung Daniel Persson |
| Daniel Erport    | Gardiens | Lucas Serna                         | | Arbitrage : Tom Darnell Juges de lignes : Park Jae-hyung Daniel Persson |
| 16 min           | Pénalités | 6 min                               | | Arbitrage : Tom Darnell Juges de lignes : Park Jae-hyung Daniel Persson |
| 34               | Tirs | 31                                  | | Arbitrage : Tom Darnell Juges de lignes : Park Jae-hyung Daniel Persson |

## Classement final
Pour les significations des abréviations, voir statistiques du hockey sur glace.
| Clt   | Équipe      | PJ | V | VP | D | DP | BP | BC | Diff | Pts |
| ----- | ----------- | -- | - | -- | - | -- | -- | -- | ---- | --- |
| +001, | Estonie (R) | 5  | 5 | 0  | 0 | 0  | 38 | 11 | +27  | 15  |
| +002, | Espagne     | 5  | 4 | 0  | 1 | 0  | 26 | 14 | +12  | 12  |
| +003, | Serbie      | 5  | 3 | 0  | 2 | 0  | 12 | 10 | +2   | 9   |
| +004, | Islande (P) | 5  | 1 | 0  | 4 | 0  | 11 | 30 | -19  | 3   |
| +005, | Belgique    | 5  | 1 | 0  | 4 | 0  | 15 | 29 | -14  | 3   |
| +006, | Chine       | 5  | 1 | 0  | 4 | 0  | 12 | 20 | -8   | 3   |

- Promu en Division IIA en 2017
- Relégué en Division IIIA en 2017

## Statistiques individuelles
Pour les significations des abréviations, voir statistiques du hockey sur glace.
| Rang | Joueur                 | Pays    | PJ | B | A | Pts | +/− | Pun |
| ---- | ---------------------- | ------- | -- | - | - | --- | --- | --- |
| 1    | Vladimir Nestertsuk    | Estonie | 5  | 7 | 6 | 13  | +7  | 0   |
| 2    | Nikita Minin           | Estonie | 5  | 6 | 4 | 10  | +10 | 1   |
| 3    | Alejandro Burgos       | Espagne | 5  | 5 | 4 | 9   | 0   | 1   |
| 3    | Rasmus Kiik            | Estonie | 5  | 5 | 4 | 9   | +9  | 4   |
| 5    | Kristjan Simson        | Estonie | 5  | 5 | 3 | 8   | +7  | 22  |
| 6    | Nikita Kozorev         | Estonie | 5  | 4 | 3 | 7   | +6  | 0   |
| 6    | Mikel Mendizabal       | Espagne | 5  | 4 | 3 | 7   | 0   | 8   |
| 8    | Joan Cerda             | Espagne | 5  | 3 | 4 | 7   | +2  | 6   |
| 8    | Mirko Dujmić           | Serbie  | 5  | 3 | 4 | 7   | +6  | 22  |
| 10   | Morten Arantez Jürgens | Estonie | 5  | 4 | 2 | 6   | +7  | 0   |

| Rang | Joueur             | Pays     | Min          | BC | Moy  | %Arr  | Bl |
| ---- | ------------------ | -------- | ------------ | -- | ---- | ----- | -- |
| 1    | Jug Mitić          | Serbie   | 248 min 38 s | 8  | 1,93 | 94,37 | 1  |
| 2    | Ren Mingwei        | Chine    | 299 min 49 s | 20 | 4,00 | 91,97 | 0  |
| 3    | Lucas Serna        | Espagne  | 299 min 27 s | 14 | 2,81 | 88,89 | 1  |
| 4    | Daniel Erport      | Estonie  | 300 min 0 s  | 11 | 2,20 | 87,06 | 1  |
| 5    | Arnar Hjaltested   | Islande  | 225 min 15 s | 22 | 5,86 | 84,72 | 0  |
| 6    | Thomas Vanspringel | Belgique | 238 min 51 s | 19 | 4,77 | 84,03 | 0  |

Pour les significations des abréviations, voir statistiques du hockey sur glace.
Nota : seuls sont classés les gardiens ayant joué au minimum 40 % du temps de jeu de leur équipe.